# Astragalus substipitatus
Astragalus substipitatus är en ärtväxtart som beskrevs av Nikolai Fedorovich Gontscharow. Astragalus substipitatus ingår i släktet vedlar, och familjen ärtväxter. Inga underarter finns listade i Catalogue of Life.